# Andamookia
Andamookia es un género de foraminífero bentónico de la familia Dictyopsellidae, de la superfamilia Ataxophragmioidea, del suborden Ataxophragmiina y del orden Loftusiida. Su especie tipo es Andamookia davenportensis. Su rango cronoestratigráfico abarca el Aptiense (Cretácico inferior).

## Discusión
Clasificaciones previas incluían Andamookia en el suborden Textulariina del orden Textulariida o en el orden Lituolida.

## Clasificación
Andamookia incluye a la siguiente especie:
- Andamookia davenportensis